# Hasnaa Chennaoui Aoudjehane
Hasnaa Chennaoui Aoudjehane est une scientifique marocaine née en 1964 à casablanca, maroc.

## Biographie

### Formation et recherche
Hasnaa chennaoui aoudjehane est une scientifique marocaine spécialisée dans les météorites, les sciences planétaires et la géochimie. Elle est professeur au département de géologie de l'université hassan II de casablanca, faculté des sciences ain-chock, directrice du laboratoire « Gaia » précédemment et coordinatrice du centre de recherche sur les géo-ressources et l'environnement.
Elle a été la première femme à obtenir un diplôme en sciences des météorites et planétologie au Maroc et dans les pays arabes. Elle a obtenu son premier doctorat en géochimie des gaz rares à l'université Pierre-et-Marie-Curie, en 1992.
Elle a soutenu une thèse d'état sur les météorites à l'université Hassan II de Casablanca, au Maroc, en 2007. Elle a étudié et classé de nombreuses météorites du Maroc, y compris 18 dernières chutes observées.
Parmi ses travaux les plus importants il est possible de citer une publication dans la prestigieuse revue scientifique Science autour de la météorite tissint, la cinquième chute observée d'une météorite martienne, qui a prouvé l'origine de toutes les météorites martiennes et a démontré la présence de fluides sur mars lors de son éjection de son corps parent il y a environ 700 000 ans.

## Distinctions et prix

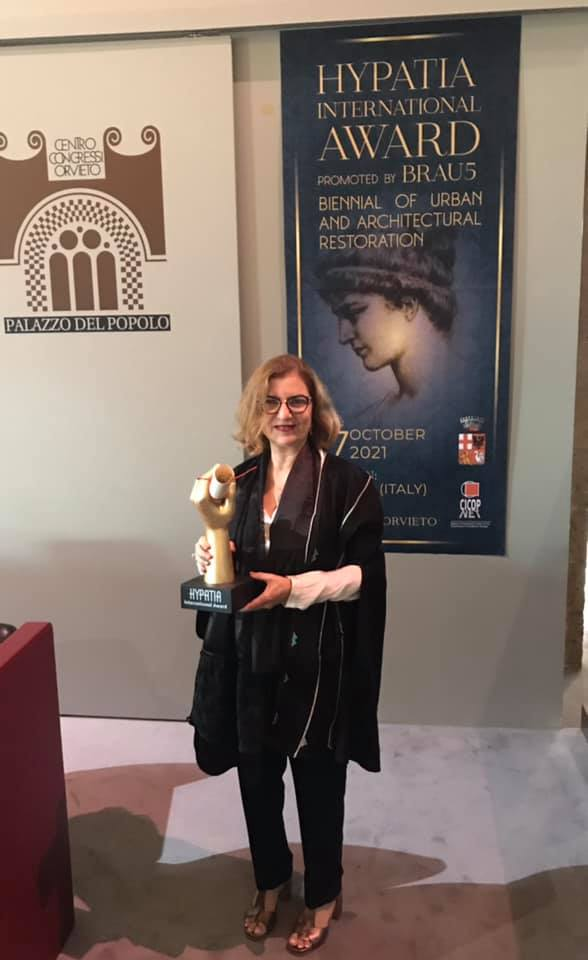
« Hypatia International Award » décernée à Hasnaa Chennaoui Aoudjehane en reconnaissance de ses travaux scientifiques développés au Maroc depuis plus de vingt ans pour la promotion de la recherche scientifique, la préservation et la valorisation du patrimoine géologique, notamment celui en météorites.

Hasnaa Chennaoui Aoudjehane a reçu plusieurs distinctions et prix pour ses recherches, notamment le prix Paul Doistau-Émile Blutet de l'Académie des Sciences française en 2009 et le trophée « SNRT » de la télévision nationale marocaine pour les femmes distinguées au Maroc « moutaalikat » en 2016.
En 2013, elle a été sélectionnée par le Département d'État des États-Unis pour participer à l'International Leadership Visitor Program, « IVLP », dans le cadre du programme Women Innovations in Science and Engineering, « Wise». Elle a reçu en 2014 le « Women in science hall of frame award » décerné par le Département d'État américain.
En reconnaissance de son travail de sensibilisation à la géologie et la planétologie, elle a été sélectionnée pour participer au « Africa Science Leadership Program, Pretoria, SA » en 2016 et comme conférencière invitée pour le programme de sensibilisation de la société européenne de géochimie en 2019.
En reconnaissance à ses travaux importants sur les météorites, les sciences planétaires et l’étude des cratères d’impact, elle a été élue membre de la Meteoritical Society en 2018.
Elle a reçu en 2021 le prix international Hypatia pour la recherche ayant un impact sur la société.
En 2023, elle a reçu le prix « Service Award » de la Meteoritical Society.
Son nom « Chennaoui » a été donné à l'astéroïde (299020) en reconnaissance de ses efforts pour développer et promouvoir les sciences planétaires au Maroc et dans la région MENA.

## Services rendus à la Meteoritical Society
Hasnaa Chennaoui Aoudjehane est membre de la Meteoritical Society depuis deux décennies et a servi la société à plusieurs titres. Elle a fait partie du comité de nomenclature de la société de 2005 à 2010 et l'a rejoint à nouveau en 2015 jusqu’à 2020.
Elle a été élue au conseil de la société de 2011 à 2015, et a siégé auparavant au comité des membres et au comité d'éthique. De 2020 à 2022 elle a été membre du comité des membres.
Depuis janvier 2023, elle est membre du comité du prix Barringer. Elle a organisé le 77e congrès annuel de la « meteoritical society » en septembre 2014 à casablanca, au maroc, c’était la première édition de ce congrès tenue dans un pays arabe et musulman. Elle a également organisé des sessions consacrées aux météorites et aux cratères d'impact lors d'autres conférences et a participé à l'organisation scientifique de plusieurs ateliers et conférences consacrés à ces thématiques, notamment les multiples réunions annuelles de l'arab impact cratering and astrogeology conference « Aicac ».

## Enseignement et dissémination des sciences
Hasnaa Chennaoui Aoudjehane a initié un grand nombre d’étudiants à la science des météorites, à la planétologie et aux cratères d'impact au Maroc et dans les pays arabes par le biais de cours et de publications de travaux de recherches dans ces domaines. Elle a élaboré en 2009 un programme d'études sur la cosmochimie  dans les universités marocaines à l'intention des étudiants en licence de géologie. Elle a supervisé de nombreuses thèses de doctorat au Maroc, dont trois portant sur l'identification et la caractérisation des cratères d'impact. En avril 2019, elle a créé la fondation internationale « Attarik Foundation pour les météorites et les sciences planétaires » une ONG vouée à la promotion des sciences planétaires. La fondation a quatre objectifs : 
- la promotion de la recherche scientifique en planétologie ;
- la valorisation du patrimoine géologique ;
- la diffusion du savoir et le développement durable des territoires par le géo-tourisme et l'astro-tourisme, aussi bien au Maroc que dans les pays arabes et Africains.

En quelques années seulement, la fondation Attarik a réussi à organiser de nombreux événements pour le grand public et les enfants dans les villes et les villages. Depuis juin 2021, cette ONG a lancé une expo-musée « Les Météorites: messagères du ciel » qui a connu un grand succès, puisqu'elle a accueilli à ce jour plus de 18 000 visiteurs. Elle présente pour la première fois au Maroc une collection de chutes de météorites marocaines, des impactites, ainsi qu'une maquette du système solaire, un cratère d'impact «Meteor Crater», la fusée apollo 11, la navette spatiale discovery, et des empreintes de dinosaures. Hasnaa chennaoui aoudjehane a écrit un conte illustré «Moi, Tamdakht la météorites»  qui raconte l’histoire de «Tamdakht», la chute observée la plus grande dans le sud du maroc et qui est tombée en décembre 2008.

## Publications
- (en) Philippe Schmitt-Kopplin, Marco Matzka, Alexander Ruf et Benedicte Menez, « Complex carbonaceous matter in Tissint martian meteorites give insights into the diversity of organic geochemistry on Mars », Science Advances, vol. 9, no 2,‎ 11 janvier 2023 (ISSN 2375-2548, PMID 36630504, PMCID PMC9833655, DOI 10.1126/sciadv.add6439, lire en ligne, consulté le 14 juillet 2023)
- (en) T. Shisseh, H. Chennaoui Aoudjehane, J. A. Barrat et B. Zanda, « Fluid-assisted metasomatic processes on planetary bodies: Evidence from vestan lithologies », Geochimica et Cosmochimica Acta, vol. 340,‎ 1er janvier 2023, p. 51–64 (ISSN 0016-7037, DOI 10.1016/j.gca.2022.11.007, lire en ligne, consulté le 14 juillet 2023).
- (en) Taha Shisseh, Hasnaa Chennaoui Aoudjehane, Carl B. Agee et Omar Boudouma, « Tirhert and aouinet legraa: Rare unbrecciated eucrite falls », Meteoritics & Planetary Science, vol. 57, no 10,‎ octobre 2022, p. 1920–1935 (ISSN 1086-9379 et 1945-5100, DOI 10.1111/maps.13899, lire en ligne, consulté le 14 juillet 2023).
- (en) Jérôme Gattacceca, Francis M. McCubbin, Jeffrey Grossman et Audrey Bouvier, « The meteoritical bulletin, No. 109 », Meteoritics & Planetary Science, vol. 56, no 8,‎ août 2021, p. 1626–1630 (ISSN 1086-9379 et 1945-5100, DOI 10.1111/maps.13714, lire en ligne, consulté le 14 juillet 2023).
- (en) Aicha Barka, Zouhair Benkhaldoun et Hasnaa Chennaoui Aouedjehane, « Detection and calculation of meteor trajectories by Mofid all sky cameras network », Proceedings of SPIE, SPIE,‎ 13 décembre 2020, p. 105 (ISBN 978-1-5106-3681-1, DOI 10.1117/12.2562600, lire en ligne , consulté le 6 décembre 2023).
- (en) F. Colas, B. Zanda, S. Bouley et S. Jeanne, « Fripon: a worldwide network to track incoming meteoroids », Astronomy & Astrophysics, vol. 644,‎ décembre 2020, A53 (ISSN 0004-6361 et 1432-0746, DOI 10.1051/0004-6361/202038649, lire en ligne, consulté le 14 juillet 2023).
- (en) H.A.R. Devillepoix, M. Cupák, P.A. Bland et E.K. Sansom, « A global fireball observatory », Planetary and Space Science, vol. 191,‎ octobre 2020, p. 105036 (DOI 10.1016/j.pss.2020.105036, lire en ligne, consulté le 14 juillet 2023).
- (en) Said Benchelha, Hasnaa Chennaoui Aoudjehane, Mustapha Hakdaoui et Rachid El Hamdouni, « Landslide susceptibility mapping in the commune of oudka, taounate province, north Morocco: A comparative analysis of logistic regression, multivariate adaptive regression spline, and artificial neural network models », Environmental and Engineering Geoscience, vol. 26, no 2,‎ 27 mai 2020, p. 185–200 (ISSN 1078-7275, DOI 10.2113/eeg-2243, lire en ligne, consulté le 14 juillet 2023).
- (en) Maria Aboulahris, Hasnaa Chennaoui Aoudjehane, Pierre Rochette et Jérôme Gattacceca, « Characteristics of the sahara as a meteorite recovery surface », Meteoritics & Planetary Science, vol. 54, no 12,‎ décembre 2019, p. 2908–2928 (ISSN 1086-9379 et 1945-5100, DOI 10.1111/maps.13398, lire en ligne, consulté le 14 juillet 2023).
- (en) D. Ray, S. Ghosh, H. Chennaoui Aoudjehane et S. Das, « Shock‐thermal history of the agoudal (IIAB) iron meteorite from microstructural studies », Meteoritics & Planetary Science, vol. 54, no 12,‎ décembre 2019, p. 3082–3088 (ISSN 1086-9379 et 1945-5100, DOI 10.1111/maps.13399, lire en ligne, consulté le 14 juillet 2023).
- (en) Houda El Kerni, Hasnaa Chennaoui Aoudjehane, David Baratoux et Mohammed Aoudjehane, « Geological and geophysical studies of the agoudal impact structure (Central high atlas, morocco): New evidence for crater size and age », Meteoritics & Planetary Science, vol. 54, no 10,‎ octobre 2019, p. 2483–2509 (ISSN 1086-9379 et 1945-5100, DOI 10.1111/maps.13347, lire en ligne, consulté le 14 juillet 2023).
- G. Avice, D.V. Bekaert, H. Chennaoui Aoudjehane et B. Marty, « Noble gases and nitrogen in tissint reveal the composition of the mars atmosphere », Geochemical Perspectives Letters,‎ février 2018, p. 11–16 (DOI 10.7185/geochemlet.1802, lire en ligne, consulté le 14 juillet 2023).
- (en) D. Belhaï, H. Chennaoui‐Aoudjehane, D. Baratoux et L. Ferrière, « The fourth arab impact cratering and astrogeology conference ( AICAC IV ), April 9–12, 2017, Algiers (Algeria) », Meteoritics & Planetary Science, vol. 52, no 9,‎ septembre 2017, p. 2067–2071 (ISSN 1086-9379 et 1945-5100, DOI 10.1111/maps.12906, lire en ligne, consulté le 14 juillet 2023).
- (en) A. Basu Sarbadhikari, E. V. S. S. K. Babu, T. Vijaya Kumar et H. Chennaoui Aoudjehane, « Martian meteorite tissint records unique petrogenesis among the depleted shergottites », Meteoritics & Planetary Science, vol. 51, no 9,‎ septembre 2016, p. 1588–1610 (DOI 10.1111/maps.12684, lire en ligne, consulté le 14 juillet 2023).
- (en) Hasnaa Chennaoui Aoudjehane, Houda El Kerni, Wolf Uwe Reimold et David Baratoux, « The agoudal (high atlas mountains, morocco) shatter cone conundrum: A recent meteorite fall onto the remnant of an impact site », Meteoritics & Planetary Science, vol. 51, no 8,‎ août 2016, p. 1497–1518 (DOI 10.1111/maps.12661, lire en ligne, consulté le 14 juillet 2023).
- (en) Souad Chaabout, Hasnaa Chennaoui Aoudjehane, Wolf Uwe Reimold et David Baratoux, « Prospecting for possible impact structures in morocco », Journal of African Earth Sciences, vol. 112,‎ 1er décembre 2015, p. 339–352 (ISSN 1464-343X, DOI 10.1016/j.jafrearsci.2015.08.002, lire en ligne, consulté le 14 juillet 2023).
- Nawel Larouci, « Méthodologie d’étude des météorites du maroc », Bulletin de l’Institut Scientifique, Rabat, Section Sciences de la Terre, 2014, n° 36, 69–83,‎ 2014 (lire en ligne  [« pdf »]).
- (en) Tomáš Magna, James M. D. Day, Klaus Mezger et Manuela A. Fehr, « Lithium isotope constraints on crust–mantle interactions and surface processes on Mars », Geochimica et Cosmochimica Acta, vol. 162,‎ 1er août 2015, p. 46–65 (ISSN 0016-7037, DOI 10.1016/j.gca.2015.04.029, lire en ligne, consulté le 14 juillet 2023).
- (en) M. Schmieder, H. Chennaoui Aoudjehane, E. Buchner et E. Tohver, « Meteorite traces on a shatter cone surface from the agoudal impact site, Morocco », Geological Magazine, vol. 152, no 4,‎ juillet 2015, p. 751–757 (ISSN 0016-7568 et 1469-5081, DOI 10.1017/S0016756815000047, lire en ligne, consulté le 14 juillet 2023)
- (en) C. A. Lorenz, M. A. Ivanova, N. A. Artemieva et D. A. Sadilenko, « Formation of a small impact structure discovered within the agoudal meteorite strewn field, Morocco », Meteoritics & Planetary Science, vol. 50, no 1,‎ janvier 2015, p. 112–134 (DOI 10.1111/maps.12406, lire en ligne, consulté le 14 juillet 2023).
- (en) Jérôme Gattacceca, Roger H. Hewins, Jean-Pierre Lorand et Pierre Rochette, « Opaque minerals, magnetic properties, and paleomagnetism of the tissint martian meteorite », Meteoritics & Planetary Science, vol. 48, no 10,‎ octobre 2013, p. 1919–1936 (DOI 10.1111/maps.12172, lire en ligne, consulté le 14 juillet 2023).
- (en) Hasnaa Chennaoui-Aoudjehane, G Avice, J Barrat et O Boudouma, « Tissint martian meteorite: A fresh look at the interior, surface, and atmosphere of mars », Science, vol. 338, no 6108,‎ novembre 2012 (DOI 10.1126/science.1224514, lire en ligne).
- (en) David Baratoux, Wolf Uwe Reimold et Hassna Chennaoui-Aoudjehane, « The second arab impact cratering and astrogeology conference, casablanca, 14-20 November 2011-A bridge between geoscientists and astronomers: Aicac II », Meteoritics & Planetary Science, vol. 47, no 6,‎ juin 2012, p. 1098–1103 (DOI 10.1111/j.1945-5100.2012.01368.x, lire en ligne, consulté le 14 juillet 2023).